# Наленчув
Наленчув (пол. Nałęczów) — город в Польше, входит в Люблинское воеводство, Пулавский повят. Имеет статус городско-сельской гмины. Занимает площадь 13,84 км². Население — 4266 человек (на 2006 год).

## История
В Наленчуве провёл последние годы жизни польский писатель Казимир Глинский; в память о нём в городе установлена мемориальная доска.
Писатель Болеслав Прус с 1882 по 1910 год ежегодно отдыхал Наленчуве. В городе создан Музей Болеслава Пруса в доме 39 на улице Понятовского. В городском парке установлен памятник Б. Прусу: писатель отдыхает, сидя на лавочке.